# Botschaftsrat
Botschaftsrat (engl. Counsellor, frz. Conseiller, span. Consejero) ist die Bezeichnung für eine Rangstufe im auswärtigen Dienst. 

## Deutschland
Im deutschen Auswärtigen Amt führen Beamte der Besoldungsgruppe A 15 und A 16 die Amtsbezeichnungen Botschaftsrat bzw. Botschaftsrat Erster Klasse, sofern sie auf einem Auslandsposten, also an einer Botschaft oder Ständigen Vertretung, Dienst tun. Die im Inland verwendete Amtsbezeichnungen Vortragender Legationsrat bzw. Vortragender Legationsrat Erster Klasse ruhen derweil. In den übrigen bundesdeutschen Ministerien lauten die entsprechenden Amtsbezeichnungen Regierungsdirektor (A 15) sowie leitender Regierungsdirektor bzw. „Kleiner“ Ministerialrat (beide A 16). Nach der Rückkehr von seinem Auslandsposten in die Zentrale des Auswärtigen Amtes führt der Beamte wieder seine alte Amtsbezeichnung. Ein Botschaftsrat Erster Klasse ist in der Regel Referatsleiter.
An kleineren Vertretungen wie Panama-Stadt oder Ulaanbaatar ist der Botschaftsrat in der Regel der Ständige Vertreter des Botschafters. Ist dieser abwesend und außerhalb des Gastlandes, ist der Ständige Vertreter Geschäftsträger. An größeren Botschaften, wie etwa in Washington D.C., Moskau oder bei der Ständigen Vertretung bei der Europäischen Union in Brüssel, arbeitet eine größere Anzahl von Botschaftsräten, in der Regel als Referenten bzw. Referatsleiter innerhalb bestimmter Abteilungen (Politik, Wirtschaft, Kultur u. a.).